# 小行星5730
小行星5730（英語：5730 Yonosuke）是一颗围绕太阳公转的小行星。1988年10月13日，Y. Oshima在静冈县发现了此天体。
这颗小行星的绝对星等为267.58023等。